# Coniocarp

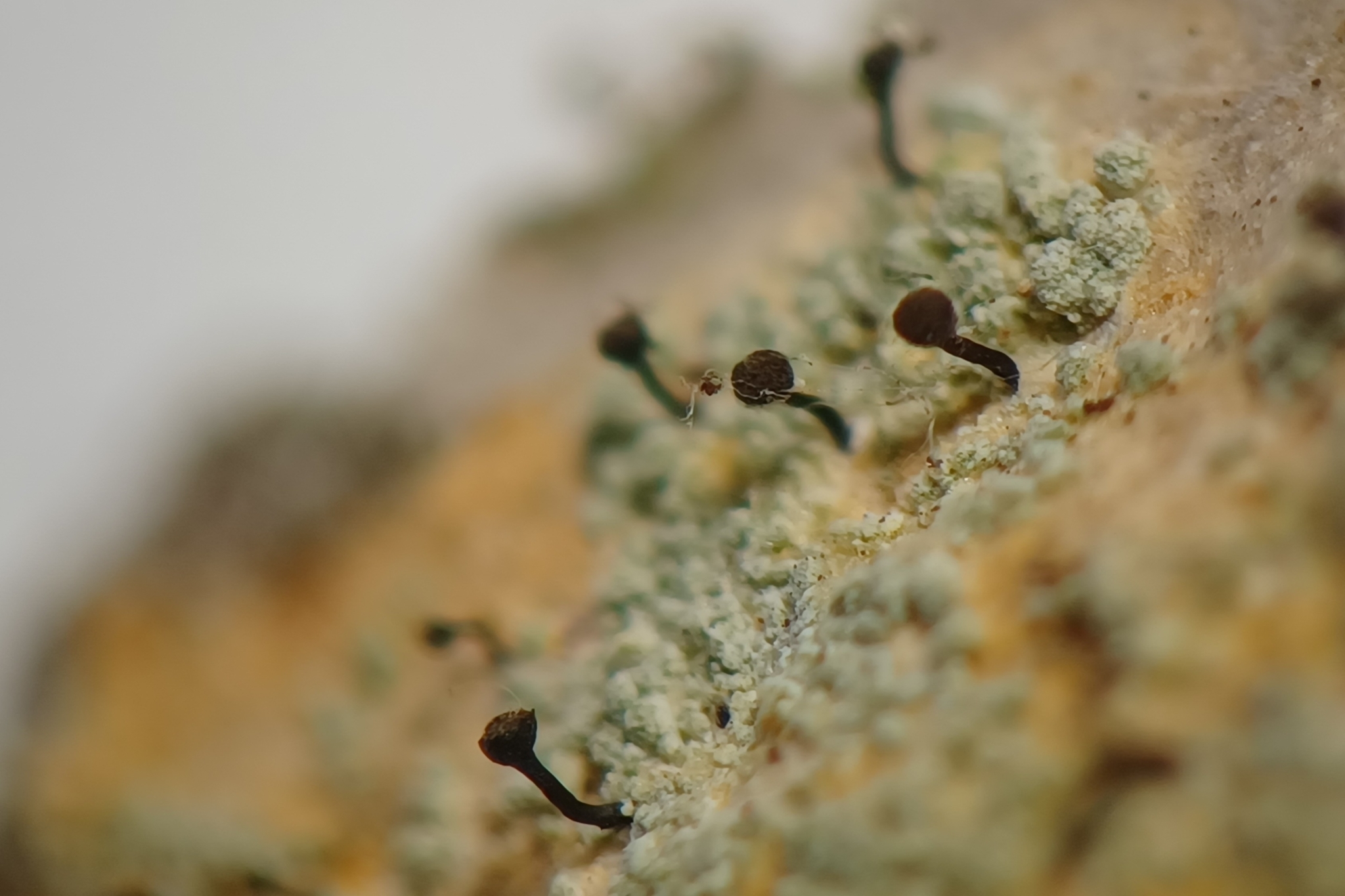
Roestbruin schorssteeltje (Chaenotheca ferruginea)

Een coniocarp is een zeer kleine, wel of niet gelicheniseerde zakjeszwam met een duidelijk gesteeld apothecium. Een coniocarp wordt zowel als specifieke groeivorm als levensvorm onderscheiden. Bij de meeste coniocarpen ontstaat het hymenium bovenop een langgerekte bundel schimmeldraden, de 'steel'.
Karakteristiek voor coniocarpen is hun verborgen bestaan. Ze groeien in diepe schorsspleten op plekken van oude, levende en dode bomen in de regenschaduw. Door hun uiterst specifieke microhabitateisen en hoge ecologische indicatiewaarden hanteert men in de vegetatiekunde een geheel aparte klasse waarin de microgemeenschapen van coniocarpen worden onderscheiden: de boomspijkertjes-klasse.